# Nissan S30
Nissan S30 (marknadsförd som Nissan Fairlady Z i Japan och som Datsun 240Z, och senare även som 260Z och 280Z, i andra marknader) var en sportbil från japanska Nissan. Nissan S30 var den första generationen i Nissans sportserie Fairlady Z.
Konceptbilen designades av en grupp ledd av Yoshihiko Matsuo.
På grund av dess relativt låga pris i förhållande till andra utländska sportbilar under denna tidsperiod (som exempelvis Jaguar, BMW och Porsche), blev Datsun 240Z mycket populär i USA, och blev en stor framgång för Nissan Motor Company, som på den tiden sålde bilar i Nordamerika under namnet Datsun.

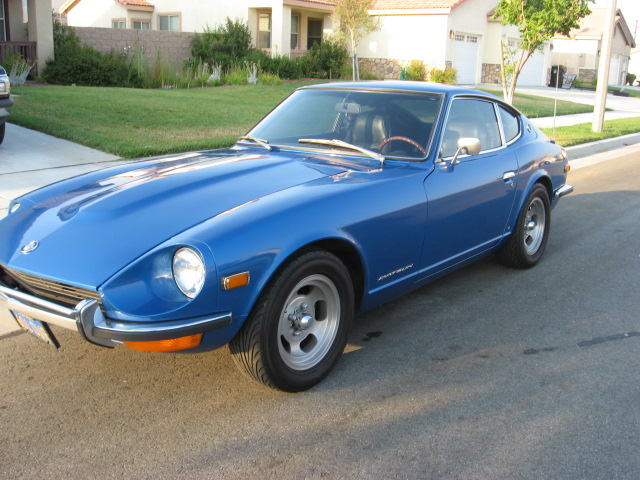
En Datsun 240Z från 1971.